# Trịnh Thiết Trường
Trịnh Thiết Trường (chữ Hán: 鄭鐵長, 1390-?) là quan nhà Lê sơ trải các đời vua Lê Nhân Tông, Lê Nghi Dân và Lê Thánh Tông; giữ các chức quan như Trung thư xá nhân, An phủ sứ, Hàn lâm viện Thị giảng, Đô cấp sự trung, quyền Công bộ Hữu Thị lang và từng được cử đi sứ sang nhà Minh.
Trịnh Thiết Tường nguyên quán tại làng Nhân Lý xưa (tên nôm là làng Si) thuộc tổng Đông Lý, phủ Thiệu Thiên, trấn Thanh Hoa, (nay thuộc thôn Đắc Trí (bây giờ cũng hay được gọi làng Si), xã Định Bình, huyện Yên Định, tỉnh Thanh Hóa.

## Thi cử
Ông đỗ đệ tam giáp đồng tiến sĩ xuất thân năm Đại Bảo thứ 3 (1442) đời vua Lê Thái Tông. Khi đó ông đứng thứ 14 trong số 23 người đỗ đệ tam giáp đồng tiến sĩ xuất thân. Đi thi khoa này, ông quyết đoạt danh hiệu cập đệ (tức hàng tam khôi là trạng nguyên, bảng nhãn hay thám hoa), nhưng chỉ đỗ hạng tam giáp, do đó ông từ chối không nhận. Khoa sau năm Thái Hòa thứ 6 (1448) đời vua Lê Nhân Tông, ông lại đi thi, lần này đỗ bảng nhãn. Người có hành động tương tự như ông trong cùng kỳ thi 1442, nhưng tới kỳ thi sau (1448) vẫn chỉ đỗ đệ tam giáp đồng tiến sĩ xuất thân là Nguyễn Nguyên Chẩn, người xã Lạc Thực, huyện Thanh Lâm (nay là xã Đồng Lạc, huyện Nam Sách)

## Quan lộ
Tháng 12 âm lịch năm 1448, ông được lấy làm Trung thư xá nhân.
Tháng 11 âm lịch năm 1449, ông được bổ làm An phủ sứ lộ Tân Hưng Hạ.
Ngày 14 tháng 10 âm lịch năm 1457, ông (khi đó là Hàn lâm viện thị giảng) cùng Trung thư khởi cư xá nhân Nguyễn Thiên Tích, Giám sát ngự sử Trần Xác làm phó sứ cho Nam đạo hành khiển tả nạp ngôn tri quân dân bạ tịch Lê Hy Cát sang nhà Minh mừng việc lên ngôi và lập Hoàng thái tử, cùng tạ ơn ban vóc lụa.
Tháng 4 âm lịch năm 1467, khi là Đô cấp sự trung, ông hặc tội Hình bộ Đỗ Tông Nam làm quan ăn hối lộ, Lại bộ Nguyễn Như Đổ tiến cử người xấu, cả hai đều xin giao cho pháp ty theo luật trị tội. Vua Lê Thánh Tông y theo.
Ngày Mậu Dần (14 tháng 5 âm lịch) năm 1467, Hàn lâm viện thị độc học sĩ hành Lại khoa đô cấp sự trung Trịnh Thiết Trường được phong làm Hàn lâm thị giảng học sĩ quyền Công bộ hữu thị lang.
Theo nguyện vong và mong muốn của các ông bà, người dân địa phương thôn Đắc Trí huy động kinh phí từ doanh nghiệp, người dân địa phương, những người con sinh sống và làm việc xa quê để xây dựng đền cho ông. Ngày 04 tháng 2 năm 2023 tức 14 tháng 01 âm lịch công trình đền tưởng niệm đã được khánh thành với sự tham gia của rất đông cán bộ, nhân dân trong khu vực.